# Kadiú-Diapá
Kadiú-Diapá (Cadiudiapa, Kadyu-dyapá, Kadyu-Dy) /dyapa, djapa ili diapa označava ljude, skupinu ili klan,/ jedna od skupina ili plemena američkih Indijanaca jezične porodice Catuquinean iz brazilske države Amazonas, južno od Amazone. Govorili su istoimenim jezikom ili dijalektom.